# Јаковели-Канала (Фрозиноне)
Јаковели-Канала је насеље у Италији у округу Фрозиноне, региону Лацио.
Према процени из 2011. у насељу је живело 142 становника. Насеље се налази на надморској висини од 380 м.